# Haliotis laevigata
Haliotis laevigata is een slakkensoort uit de familie van de Haliotidae. De wetenschappelijke naam van de soort is voor het eerst geldig gepubliceerd in 1808 door Donovan.

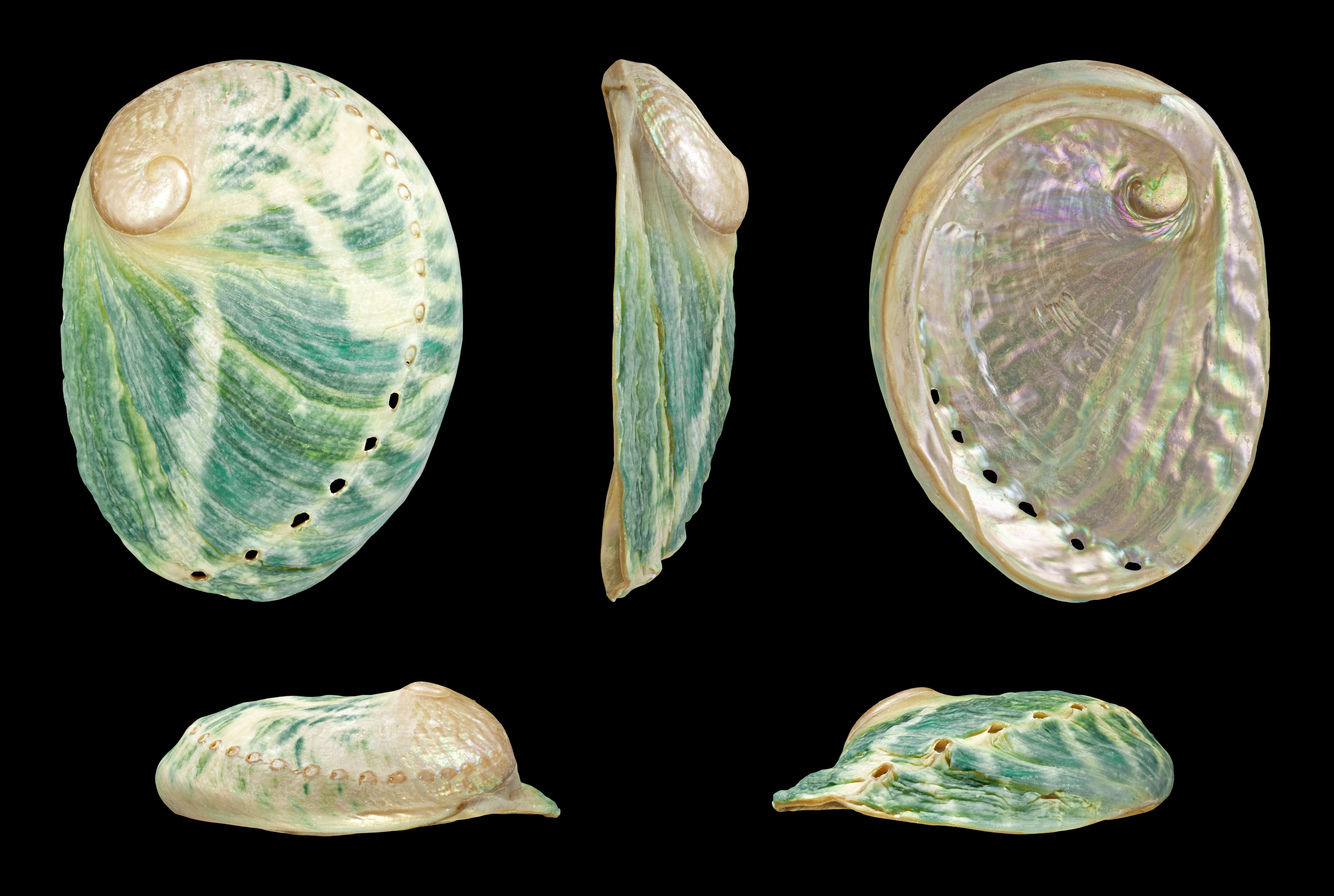
Groene vorm van Haliotis laevigata